# Freda Mubanda
Freda Mubanda (falecida a 17 de dezembro de 2020) foi uma política do Uganda.

## Biografia
Ela foi um membro do Parlamento de Uganda de 2011 a 2016. Faleceu devido a COVID-19 com 77 anos no Hospital Aga Khan.